# Nưa len
Nưa len hay còn gọi nưa lông tơ (danh pháp khoa học: Amorphophallus lanuginosus) là một loài thực vật có hoa trong họ Ráy (Araceae). Loài này được Hett. mô tả khoa học đầu tiên năm 1994.